# Communauté de communes de l'Orée de Chartres
La Communauté de communes de l'Orée de Chartres est une ancienne communauté de communes française, située dans le département d'Eure-et-Loir en région Centre-Val de Loire. L'ensemble de ses communes membres a intégré la communauté d'agglomération Chartres métropole le 1er janvier 2011. 

## Composition
Elle est composée d'une commune du canton d'Auneau, de huit communes du canton de Chartres-Nord-Est et de sept communes du canton de Chartres-Sud-Est :
1. Berchères-les-Pierres
2. Berchères-Saint-Germain
3. Challet
4. Clévilliers
5. Coltainville
6. Corancez
7. Gasville-Oisème
8. Gellainville
9. Houville-la-Branche
10. Jouy
11. Morancez
12. Nogent-le-Phaye
13. Poisvilliers
14. Prunay-le-Gillon
15. Saint-Prest
16. Sours

## Compétences
- Aménagement de l'espace
  - Organisation des transports urbains (à titre facultatif)
  - Schéma de cohérence territoriale (SCOT) (à titre obligatoire)
- Développement et aménagement économique
  - Action de développement économique (Soutien des activités industrielles, commerciales ou de l'emploi, soutien des activités agricoles et forestières...) (à titre obligatoire)
  - Création, aménagement, entretien et gestion de zone d'activités industrielle, commerciale, tertiaire, artisanale ou touristique (à titre obligatoire)
- Développement et aménagement social et culturel
  - Activités culturelles ou socioculturelles (à titre facultatif)
  - Activités périscolaires (à titre facultatif)
  - Construction ou aménagement, entretien, gestion d'équipements ou d'établissements culturels, socioculturels, socioéducatifs, sportifs (à titre optionnel)
- Environnement
  - Assainissements collectif et non collectif (à titre facultatif)
  - Protection et mise en valeur de l'environnement (à titre optionnel)
- Sanitaires et social - Action sociale (à titre facultatif)
- Voirie - Création, aménagement, entretien de la voirie (à titre optionnel)
- Activités pour les "jeunes" de 12 à 17 ans

## Historique
- 1er janvier 2011 : fusion avec la communauté d'agglomération Chartres métropole.
- 28 novembre 2003 : adhésion des communes de Clévilliers, Houville-la-Branche et Prunay-le-Gillon
- 26 décembre 2002 : adhésion des communes de Challet et Corancez
- 6 décembre 2000 : création de la communauté de communes

## Siège
Son siège était situé place de l'église à Jouy.

## Sources
- Le SPLAF - (Site sur la Population et les Limites Administratives de la France)
- La base ASPIC d'Eure-et-Loir - (Accès des Services Publics aux Informations sur les Collectivités)